# نورما رونالد
نورما رونالد (بالإنجليزية: Norma Ronald)‏ هي ممثلة بريطانية، ولدت في 1937، وتوفيت في 1993.

## وصلات خارجية
- نورما رونالد على موقع IMDb (الإنجليزية)
- نورما رونالد على موقع قاعدة بيانات الفيلم (الإنجليزية)